# Monie Love
Monie Love (nascida Simone Johnson em 2 de julho de 1970) é uma rapper do Reino Unido e personalidade do rádio nos Estados Unidos. Figura bem respeitada no hip hop britânico conseguiu sucesso com as plateias americanas através de sua mentora,  Queen Latifah, bem como sendo membro do grupo de hip-hop Native Tongues no final dos anos 1980 e início dos anos 1990. Love foi uma das primeiras artistas britânicas a assinar contrato e ter sua música distribuída no mundo todo por uma grande gravadora. Love nasceu no bairro de Battersea em Londres e é filha de um músico de jazz.

## Discografia

### Álbuns
| Ano  | Título | Posição nas paradas | Posição nas paradas |
| Ano  | Título | U.S.                | U.S. R&B            |
| ---- | --- | ------------------- | ------------------- |
| 1990 | Down to Earth - Lançamento: 30 de outubro de 1990 - Gravadora: Warner Bros. Records (EUA) Chrysalis/EMI Records (UE) | 109                 | 26                  |
| 1993 | In a Word or 2 - Lançamento: 23 de março de 1993 - Gravadora: Warner Bros. Records (EUA) Chrysalis/EMI Records (UE)  | –                   | 75                  |

### Singles
| Ano                                                               | Single                                            | Pico | Pico | Pico | Pico      | Pico | Pico | Pico | Pico | Pico | Pico | Pico | Pico   | Pico     | Álbum               |
| Ano                                                               | Single                                            | UK   | IRE  | NED  | BEL (FLA) | FRA  | GER  | AUT  | SWI  | AUS  | NZ   | US   | US R&B | US Dance | Álbum               |
| ----------------------------------------------------------------- | ------------------------------------------------- | ---- | ---- | ---- | --------- | ---- | ---- | ---- | ---- | ---- | ---- | ---- | ------ | -------- | ------------------- |
| 1988                                                              | "I Can Do This"                                   | 37   | —    | 18   | —         | —    | —    | —    | —    | —    | —    | —    | —      | —        | Down to Earth       |
| 1989                                                              | "Grandpa's Party"                                 | 16   | 23   | 51   | —         | —    | —    | —    | —    | 93   | 33   | —    | —      | —        | Down to Earth       |
| 1990                                                              | "Monie in the Middle"                             | 46   | —    | —    | —         | —    | —    | —    | —    | —    | —    | —    | 28     | 7        | Down to Earth       |
| 1990                                                              | "It's a Shame (My Sister)" (featuring True Image) | 12   | —    | 9    | 24        | 50   | 11   | 12   | 6    | 90   | 17   | 26   | 8      | 2        | Down to Earth       |
| 1990                                                              | "Down 2 Earth"                                    | 31   | —    | 29   | —         | —    | 33   | —    | 15   | —    | —    | —    | 75     | —        | Down to Earth       |
| 1991                                                              | "Ring My Bell" (vs. Adeva)                        | 20   | —    | 15   | 44        | —    | 25   | —    | 8    | 35   | 13   | —    | —      | —        | Down to Earth       |
| 1991                                                              | "Work It Out" (apenas EUA)                        | —    | —    | —    | —         | —    | —    | —    | —    | —    | —    | —    | —      | —        | Boyz n the Hood OST |
| 1992                                                              | "Full Term Love"                                  | 34   | —    | 58   | —         | —    | —    | —    | —    | —    | —    | 96   | 47     | —        | In a Word or 2      |
| 1993                                                              | "Born 2 B.R.E.E.D."                               | 18   | —    | —    | —         | —    | —    | —    | 35   | 98   | 21   | 89   | 56     | 1        | In a Word or 2      |
| 1993                                                              | "In a Word or 2"                                  | 33   | —    | —    | —         | —    | —    | —    | —    | —    | —    | —    | —      | —        | In a Word or 2      |
| 1993                                                              | "Never Give Up"                                   | 41   | —    | —    | —         | —    | —    | —    | —    | —    | —    | —    | —      | —        | In a Word or 2      |
| 2000                                                              | "Slice of da Pie"                                 | 29   | —    | —    | —         | —    | —    | —    | —    | —    | —    | —    | —      | —        | apenas single       |
| "—" denota que o disco não entrou nas paradas ou não foi lançado. |                                                   |      |      |      |           |      |      |      |      |      |      |      |        |          |                     |

### Participação em singles
- "Ladies First" (Queen Latifah featuring Monie Love)
- "Doin' Our Own Dang" Jungle Brothers Featuring De La Soul, Monie Love, A Tribe Called Quest and Queen Latifah
- "My Name Is Not Susan" (Whitney Houston Feat. Monie Love) - My Name Is Not Susan (Power Radio Mix With Rap)